# Molophilus (Molophilus) trifibra
Molophilus (Molophilus) trifibra is een tweevleugelige uit de familie steltmuggen (Limoniidae). De soort komt voor in het Neotropisch gebied.